# アラサック
アラサック （Allassac、オック語:Alaçac）は、フランス、ヌーヴェル＝アキテーヌ地域圏、コレーズ県のコミューン。

## 地理

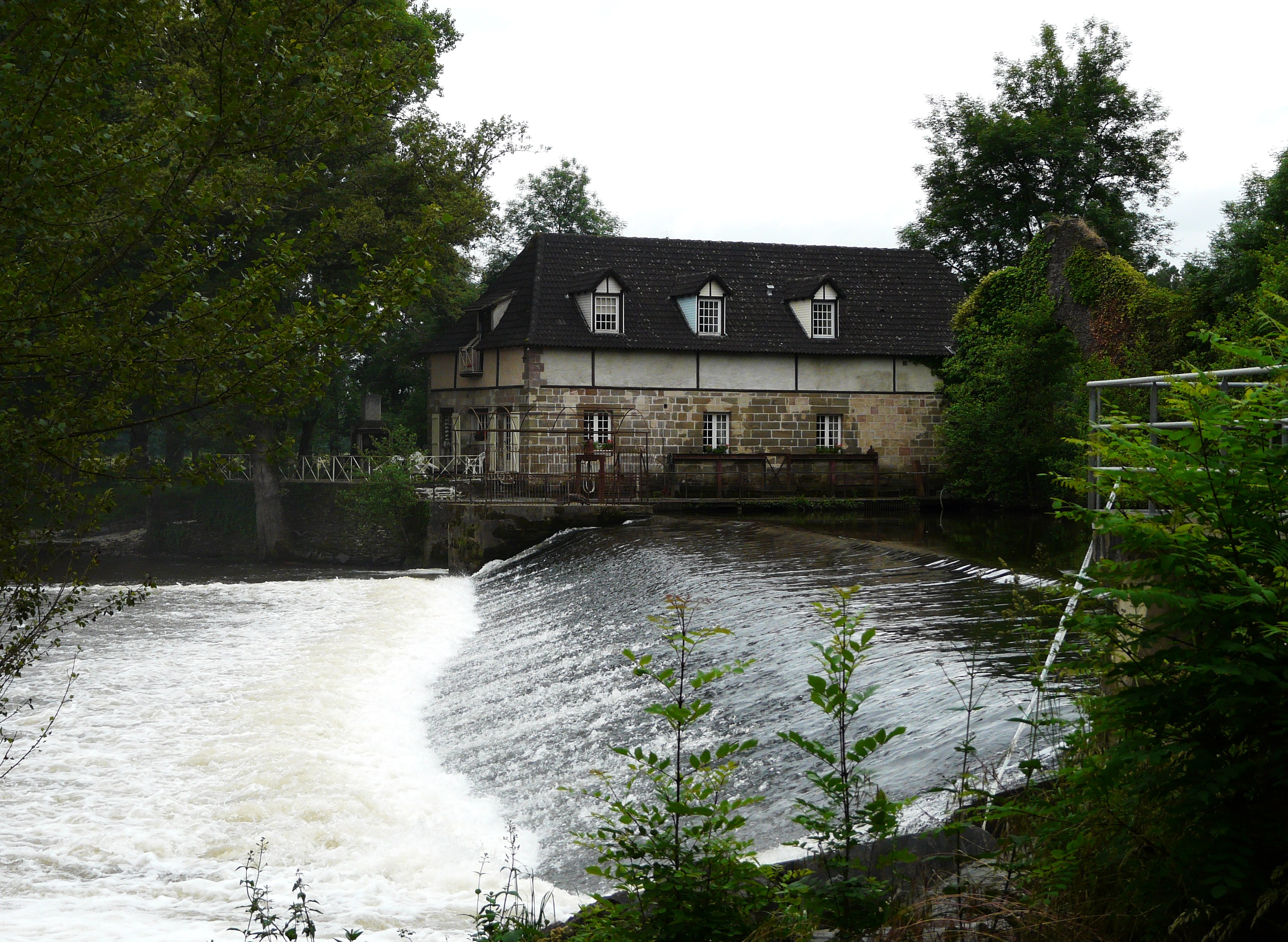
ギャラヴェ地区にある、ヴェゼール川に面したダムと古い水車場

ブリーヴ盆地にあるアラサックは、北から南方向に流れる3本の主要河川によって灌漑されている。ヴェゼール川、ヴェゼール川の支流ロワル川、コレーズ川の支流クラン川である。
アラサックは、周辺のコミューンと同様に芸術と歴史の街に指定されている。アラサックの町は、県道9号線、25号線、34号線と、134号線が交差する場所に位置している。また、鉄道路線のオブレ-オルレアン・ア・モントーバン-ヴィル-ブルボン路線が横切る。
直線距離では、オブジャの東6km、ブリーヴ＝ラ＝ガイヤルドの北北西12kmに位置している。町には県道57号線、148号線、901号線も通じている。4km南東方面には、オートルート 20の48番出口があり、直接アラサックに通じている。

## 由来
アラサックとは、ガロ＝ローマ語のAlaciacus（Alaciusの土地）に由来する。最初に記載されたAllassacのつづりは、アレディウス（fr、聖イリューのこと）の遺言内に転写されている。947年にAlaciacoと記されていた。17世紀のオランダ人地図製作者ヨハンネス・ブラウ（fr）のフランス王国地図、そして1756年から1789年までフランスを代表する地図であったカッシーニ地図ではAlassacと記されていた。フランス革命初期にはAllassatと記されていたが、1801年に最終的に現在の名称となった。

## 歴史
既に中石器時代には、岩の場所に人が定住していた。その証拠となるのが石でできたスクレーパーや石器の発掘である。ローマ人が定住した頃には、アラサックに数箇所のスレート石（粘板岩）の切り出し場があり、これが町のすばやい発展につながった。
572年、聖イリューとその母は、イサンドン（現在はコレーズ県のコミューン）の一部であったアラサックの農場と鍛冶場を寄付した。カロリング朝時代には、教会と住宅からなる要塞化された複合建築物（リモージュの修道院に属した）が既にあった。
864年、アラサックに聖イノサンの聖遺物がノルマン人襲来を避けるため運び込まれた。中世のアラサックはリモージュのサン・マルシアル修道院の領地となった。アラサックはその後、『リムーザン最初のキリスト教徒』であるとうたうロフィニャック家の共同支配にとりわけ属した。
14世紀、町は17の塔、8つの門、6つのシャトーを備えた第二の囲い地を獲得していた。司教はその領地を守るため戦った。
16世紀から17世紀、幾度か包囲戦にあったにもかかわらず、スレート石採石場と塩漬け製造工場の成長に後押しされた。1569年にはアンジュー公アンリ（のちのアンリ3世）が自軍を連れて数日間アラサックに滞在している。1580年、アラサックは低リムーザンにおける第4の都市だった。塔を備えた貴族の住宅が増えた。
1790年にアラサックは小郡庁所在地となったが、1801年にドンズナックに小郡庁が移転した。
1870年の人口は4200人だった。100年以上、スレート石の切り出しが主要産業だった。農夫はスレート切り出しの労働者でもあったが、フィロキセラ流行（19世紀フランスのフィロキセラ禍）がこの二重経済を終わらせた。スレート切り出しをしながら、農家はその後果樹やタバコ栽培農家に転換された。そして切り出された石は鉄道によってパリ地方へ輸送される機会を獲得したのである。

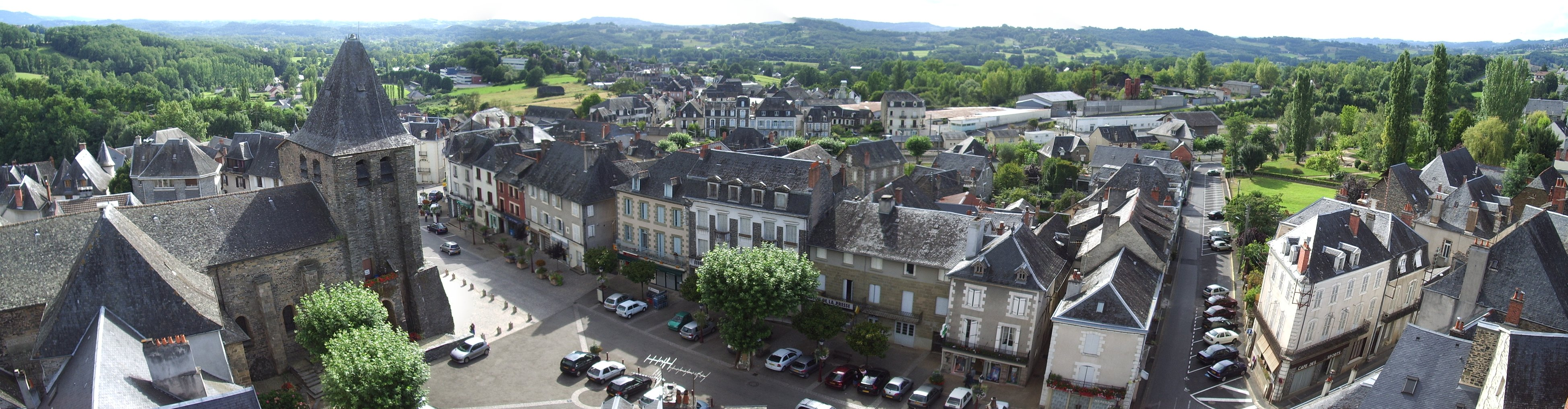
アレグレ広場

## 人口統計
| 1962年 | 1968年 | 1975年 | 1982年 | 1990年 | 1999年 | 2006年 | 2011年 |
| ------ | ------ | ------ | ------ | ------ | ------ | ------ | ------ |
| 3619   | 3448   | 3474   | 3532   | 3379   | 3366   | 3601   | 3829   |

参照元:1999年までEHESS、2004年以降INSEE

## 経済
町では果樹栽培が広く行われており、特に保護原産地呼称 (AOP) のポム・デュ・リムーザン（リムーザン産リンゴ）、モモ、プラム、キウィが知られる。
コトー・デュ・サヤン＝ヴェゼール（les Coteaux du Saillant - Vézère） のブドウが17ヘクタールのスレート地質の地に再び植林された。19世紀末まで、アラサックはブドウ畑が有名で、サヤン地区にはワインセラーがあった。ブドウはシュナン、ソーヴィニョン・グリ、シャルドネ、メルロー、カベルネ・フランが選択されている。
アラサックはリムーザン種の子牛の繁殖地である。

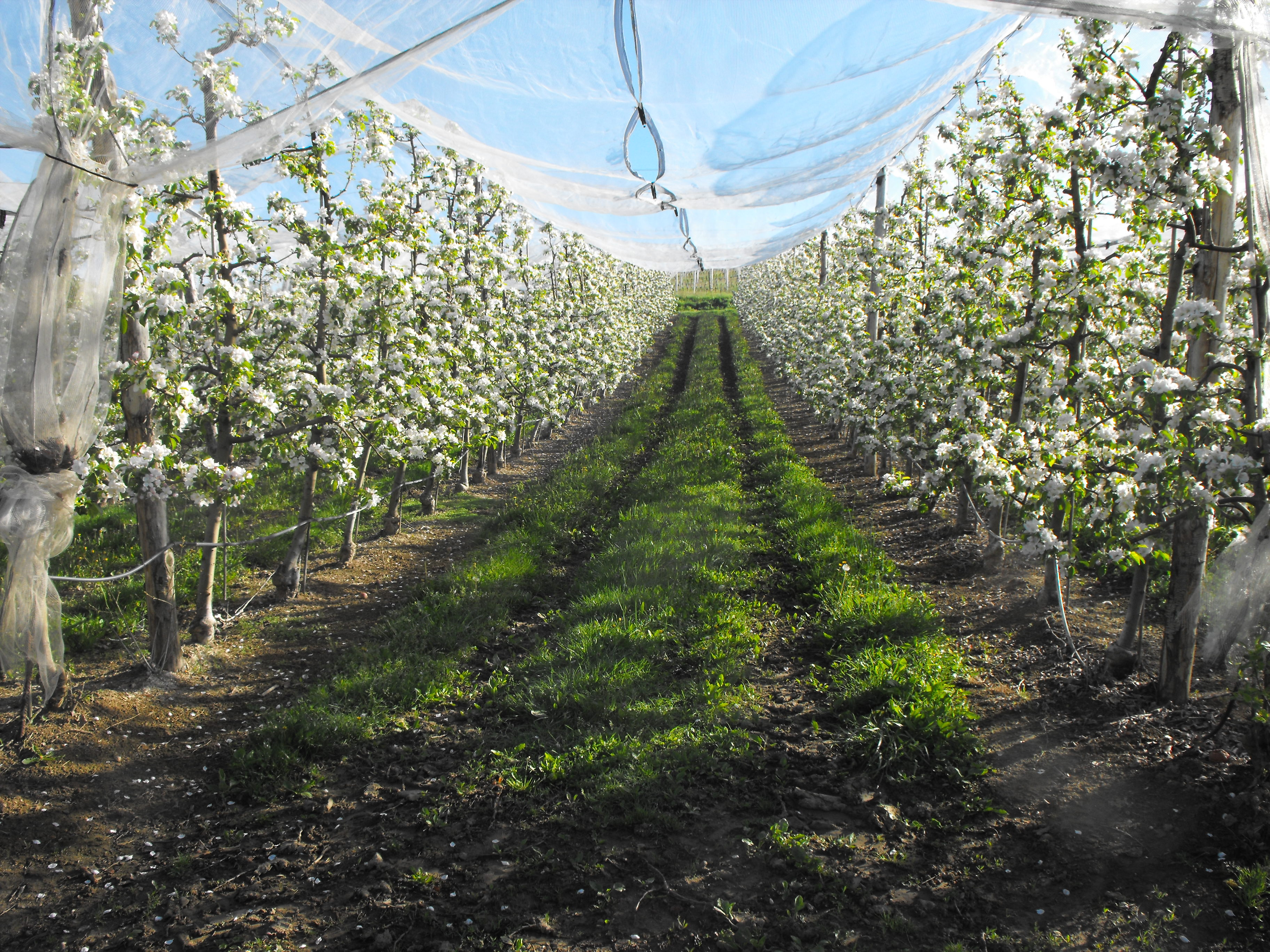
リンゴ畑
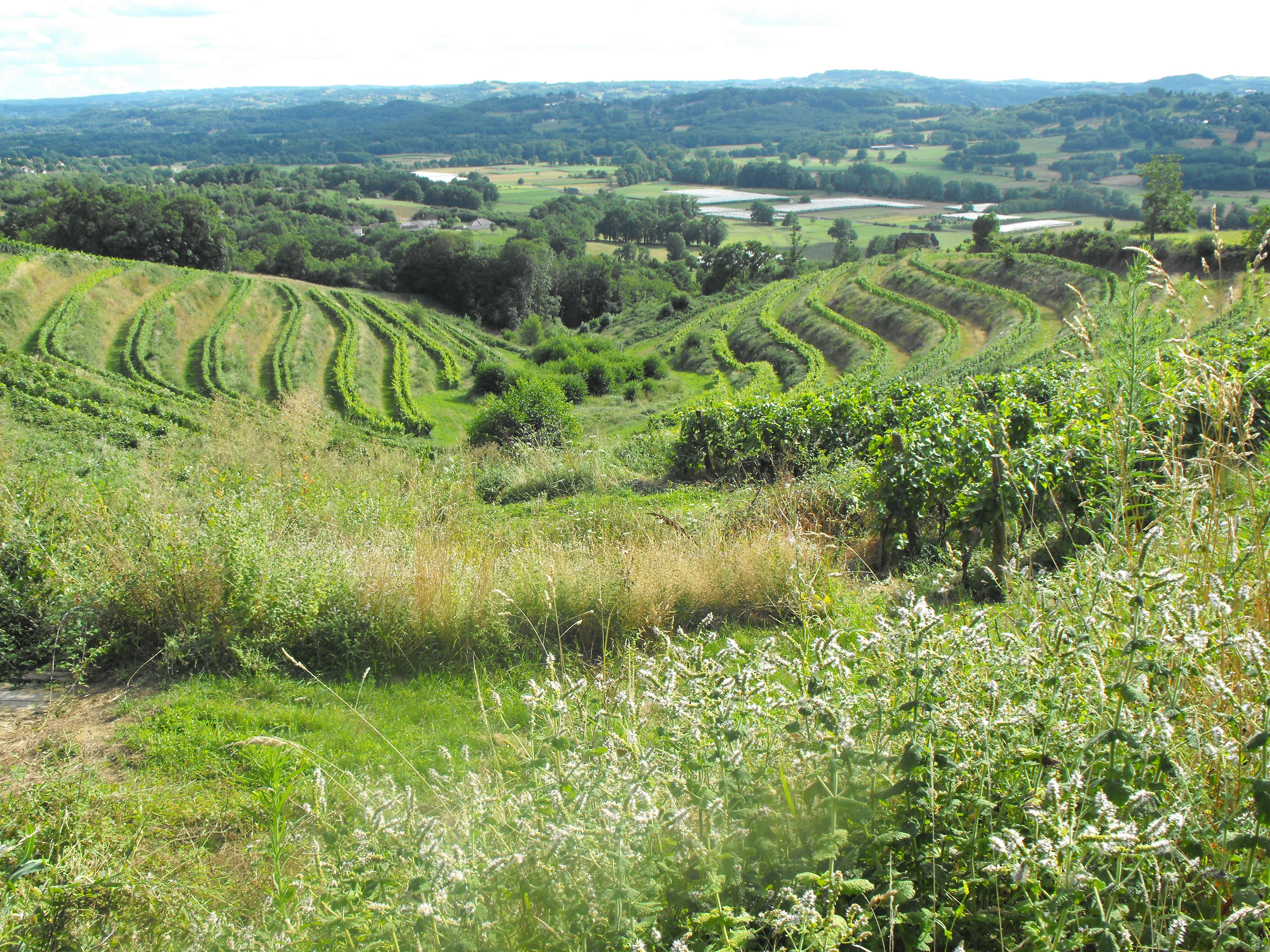
コトー・デュ・サヤン＝ヴェゼールのブドウ畑
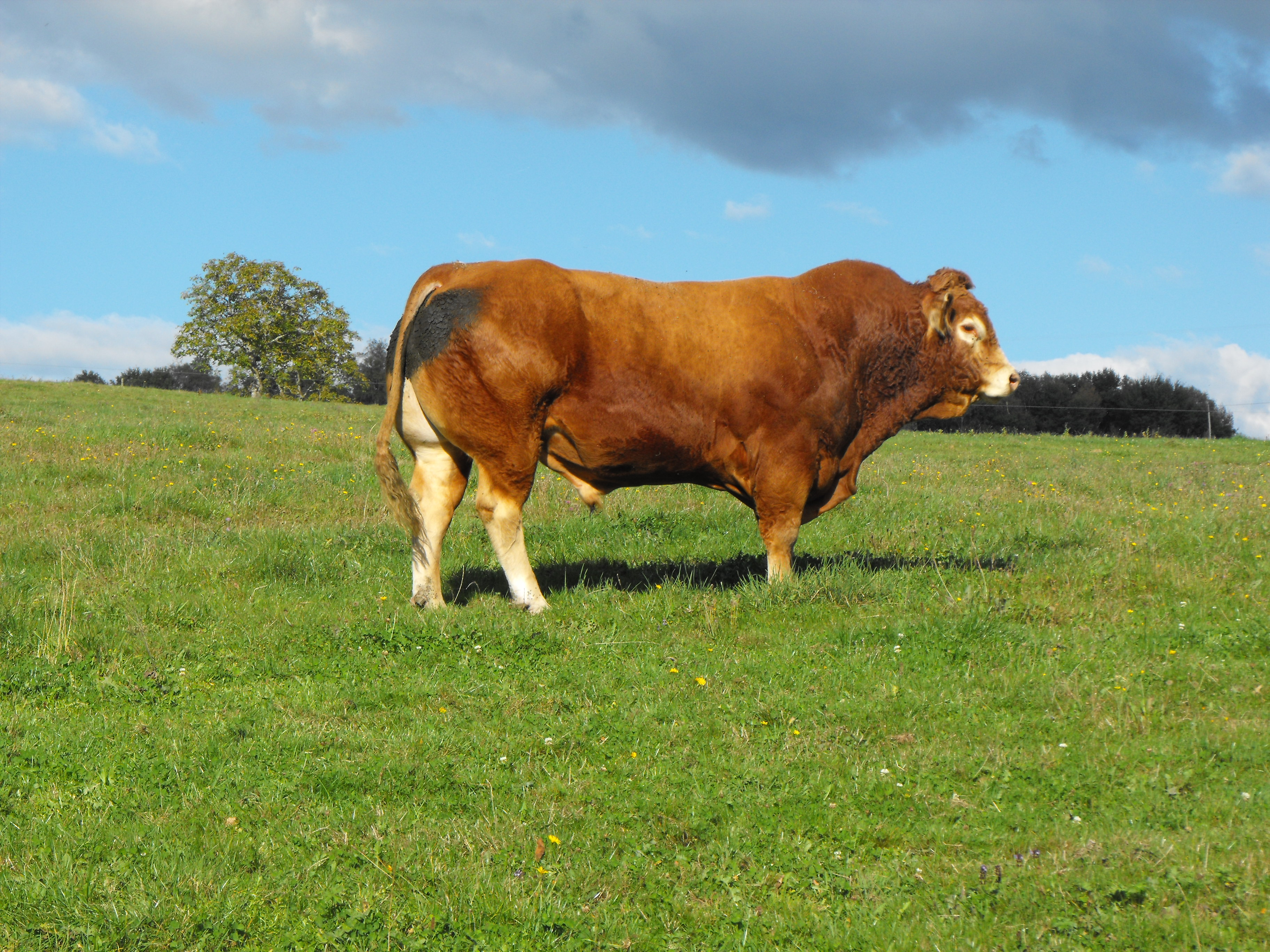
リムーザン種のウシ

## 史跡
- セザール塔 - 高さ30m。12世紀から14世紀。かつて町を囲んでいた城壁の一部で、1949年に歴史記念物登録された[4]。スレートと片麻岩でつくられた。出し狭間は15世紀に付け足された。現在リムーザンにわずかしかない円形塔の1つ。
- トゥールのマノワール - 15世紀から16世紀。1993年に歴史記念物登録された[5]。内部はローマ時代から中世の600あまりの武器を収蔵した博物館となっている。
- シャトー・ド・ラステリー - 19世紀の貴族の館
- ル・サヤンに架かる橋 - 16世紀。1969年に歴史記念物登録[6]
- サン・ジャン・バティスト教会 - 12世紀から14世紀。1914年に歴史記念物登録[7]。塔は百年戦争中の14世紀に防御施設となった。1680年代にデュアメル兄弟によって作られた作品で占められ、1679年製作の中央祭壇は『キリストの聖心』に捧げられている。この献身は、1675年にパレ・ル・モニアルの聖マルグリット＝マリー・アラコクの前にキリストが出現してからわずか4年後に祭壇の製作として行われたことになる。

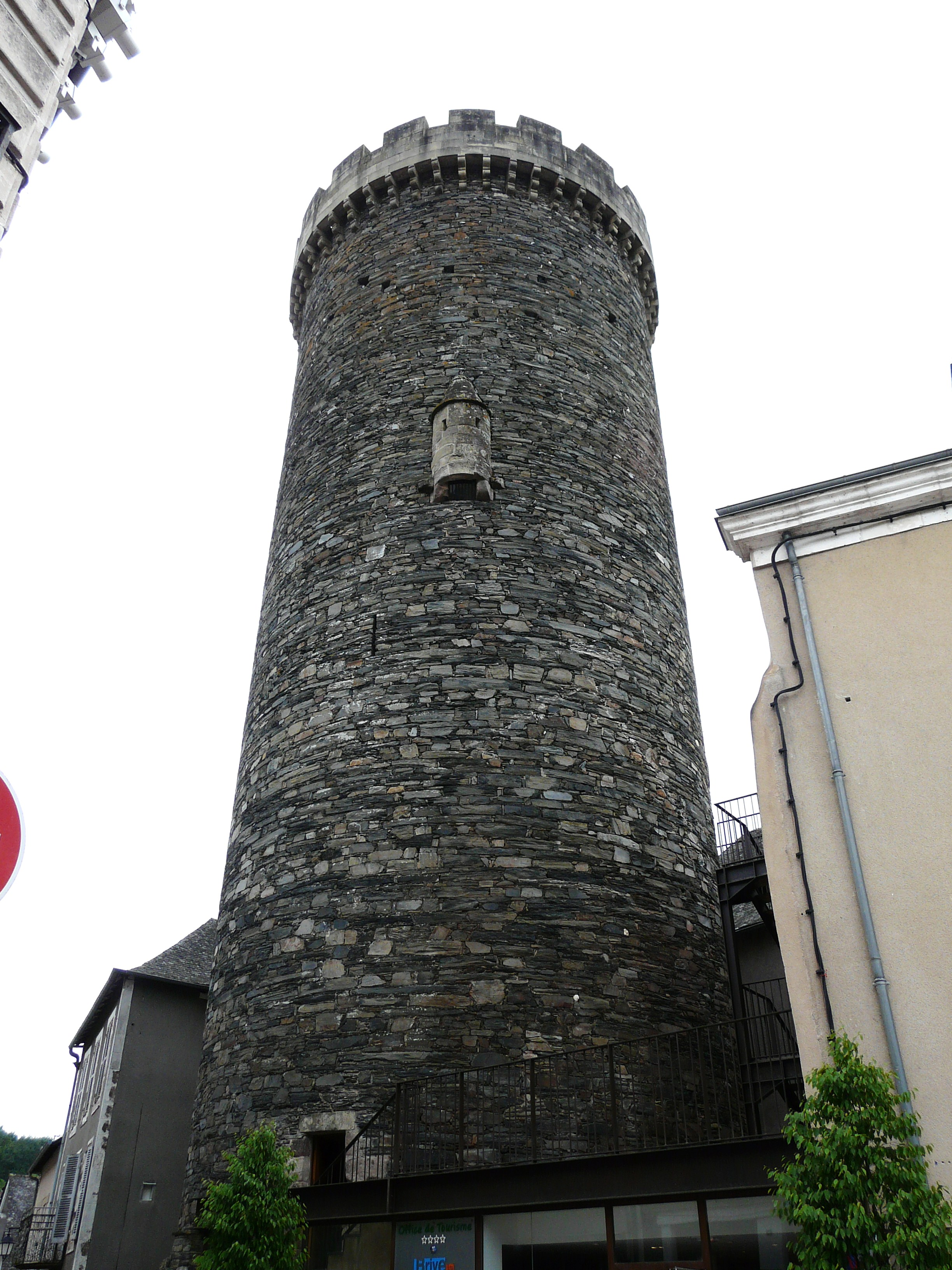
セザールの塔
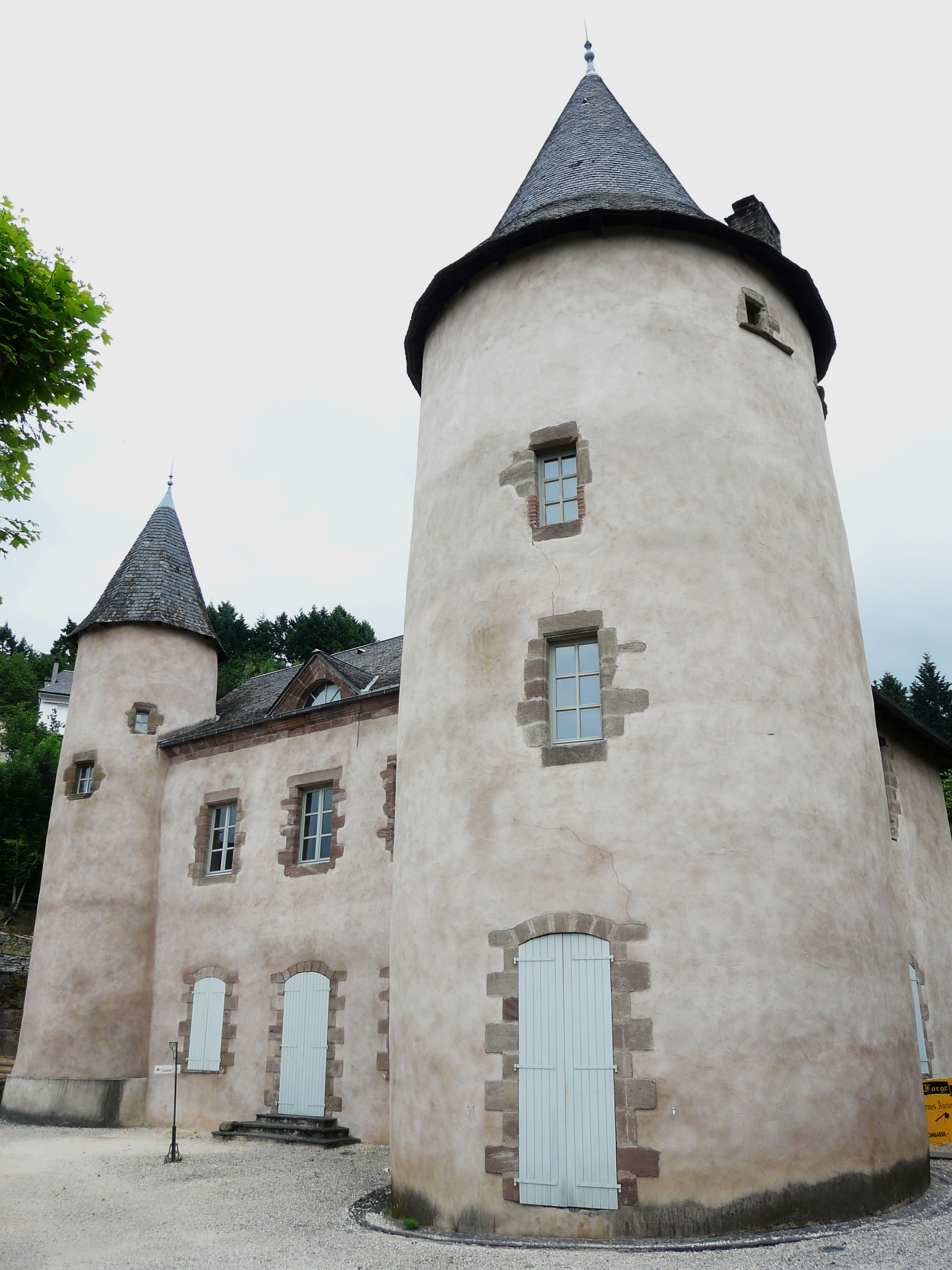
トゥールのマノワール
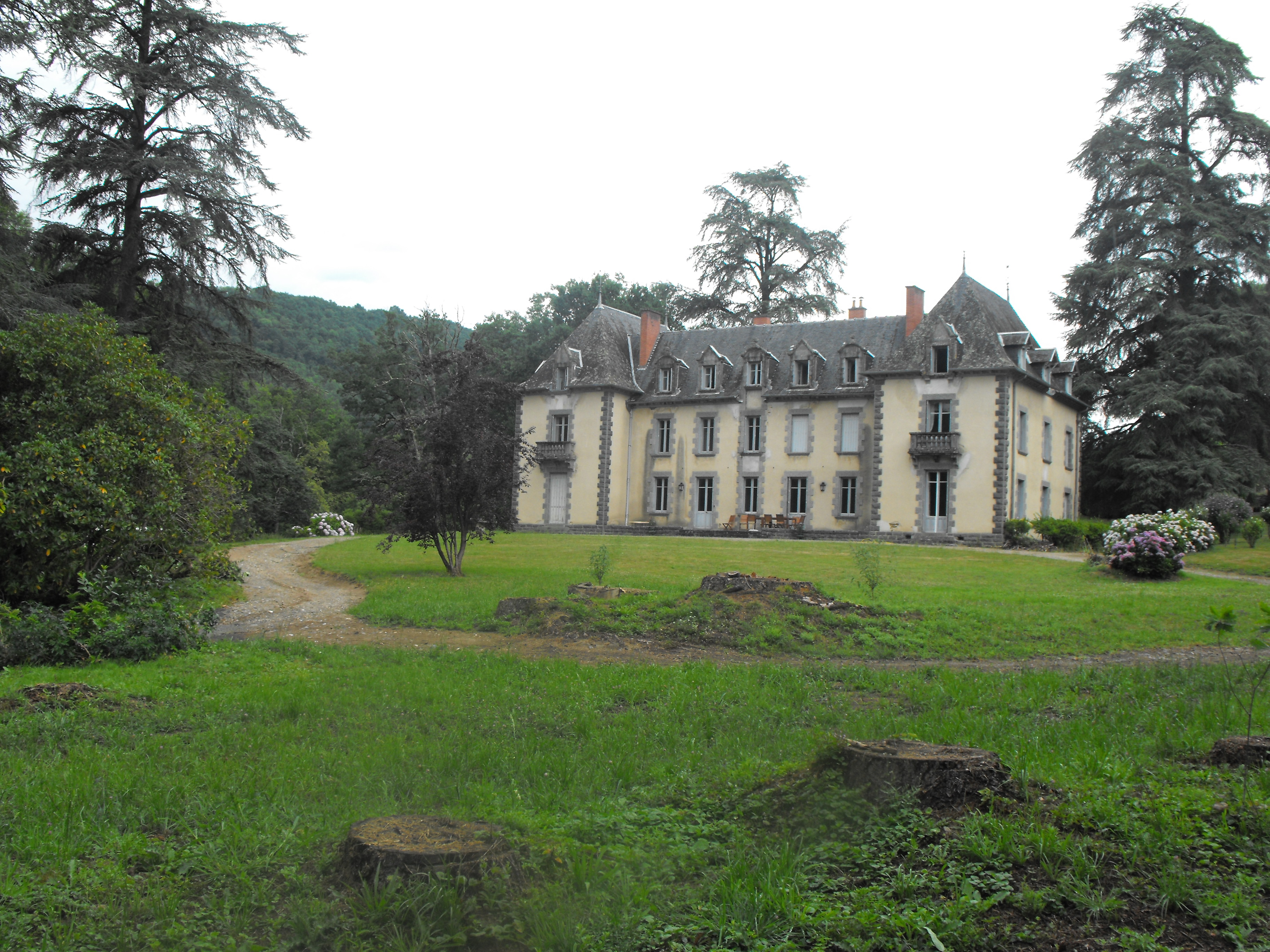
ラステリーのシャトー
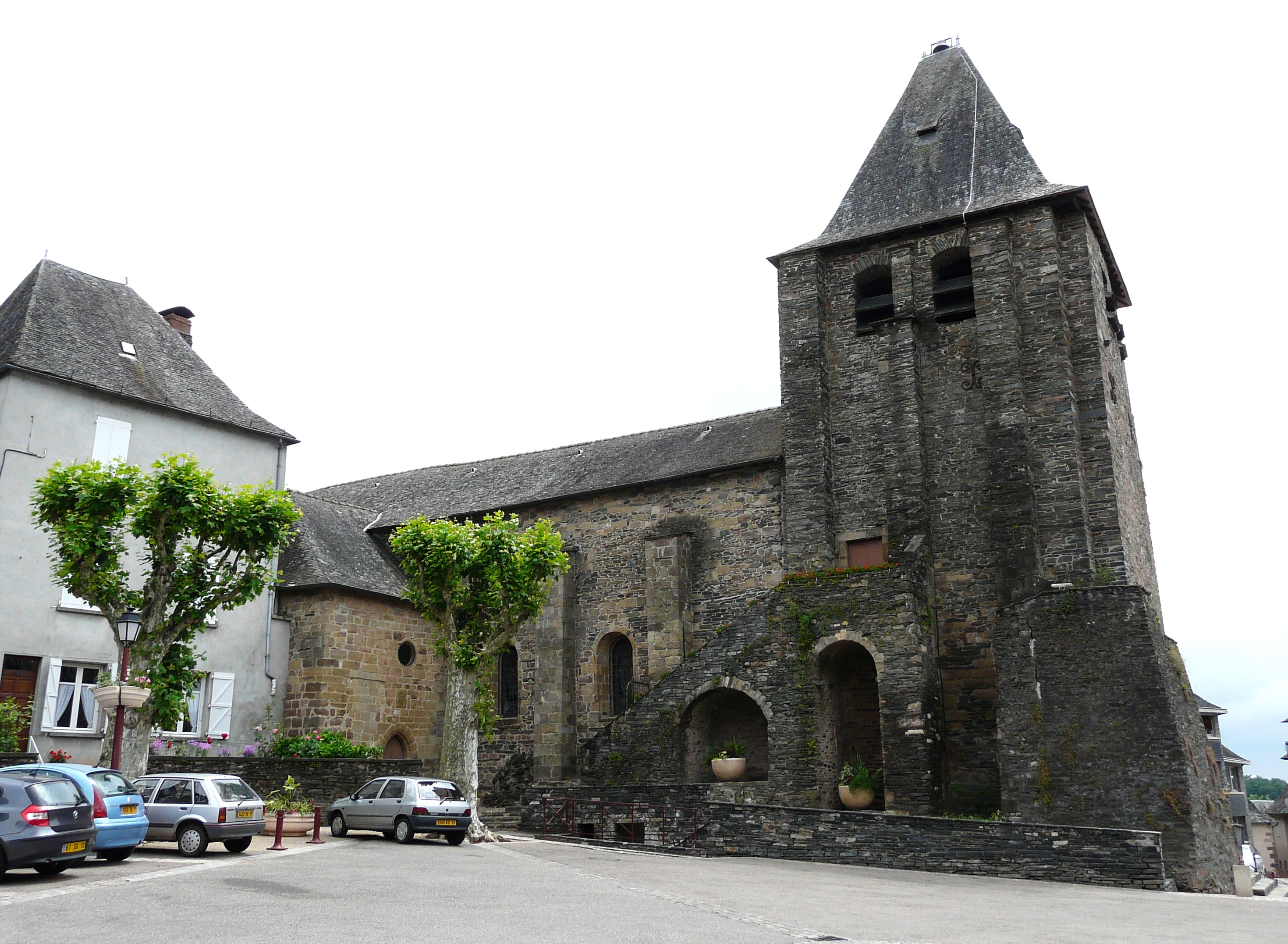
サン・ジャン・バティスト教会
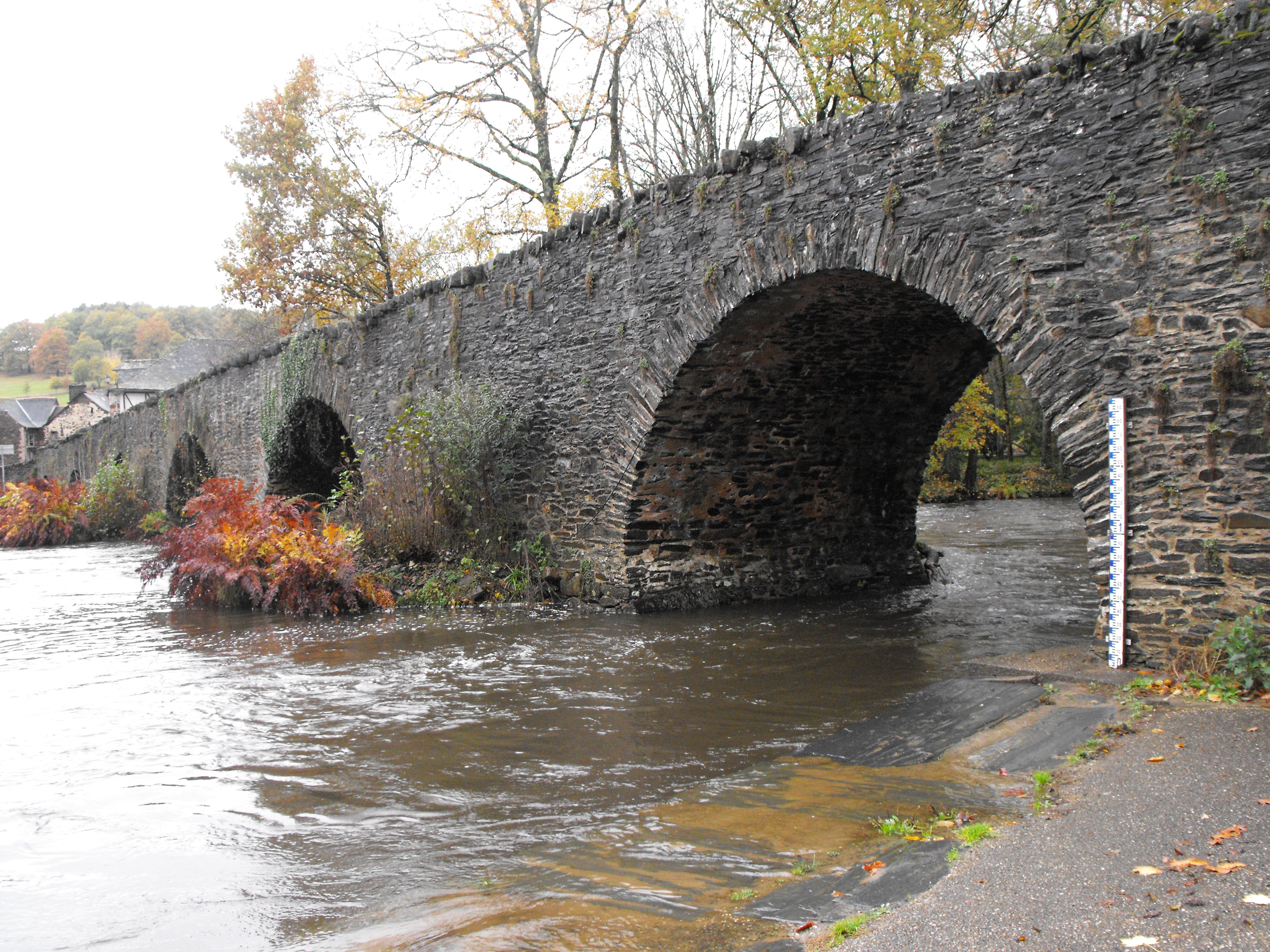
ル・サヤンの橋